# أكيرا ناريتا
أكيرا ناريتا (باليابانية: 成田アキラ؛ بالكانا: なりた あきら) هو مانغاكا ياباني، ولد في 9 أبريل 1945 في كاراتسو في اليابان.